# Store Havelse
Store Havelse er en landsby, som ligger i Ølsted Sogn nord for Frederikssund i Region Hovedstaden.
|  | Denne artikel om lokaliteten Store Havelse kan blive bedre, hvis der indsættes et (bedre) billede. Du kan hjælpe ved at afsøge Wikimedia Commons for et passende billede eller lægge et op på Wikimedia Commons med en af de tilladte licenser og indsætte det i artiklen. |

55°54′12″N 12°04′07″Ø / 55.9034°N 12.0687°Ø